# Saison 2013-2014 du Tottenham Hotspur FC
Maillots
Chronologie
Saison précédente Saison suivante
La saison 2013-2014 du Tottenham Hotspur FC est la 22e saison du club en Premier League.
Cette saison est marquée par le départ de Gareth Bale, meilleur buteur de la saison précédente, pour le Real Madrid, d'un montant record de 101 millions d'euros, soit le transfert le plus cher de l'histoire à l'époque, ensuite dépassé par le transfert de Paul Pogba à Manchester United en 2016.
Le club de Tottenham est très actif sur le marché des transferts, recrutant notamment l'Espagnol Roberto Soldado de Valence, l'Argentin Erik Lamela de la [AS Roma], Nacer Chadli de Twente, ou encore Christian Eriksen de l'Ajax Amsterdam, futur joueur phare des Spurs lors de la décennie.
Au niveau des résultats, Tottenham n'effectue pas une saison exceptionnelle, terminant à la sixième place du championnat, soit son pire classement depuis 2009. Le club ne s'impose qu'une seule fois contre un membre du Big Six anglais en Premier League en battant Manchester United à Old Trafford en janvier (1-2). Une succession de mauvais résultats à la fin de l'année 2013, ponctuée par des lourdes défaites contre Manchester City et Liverpool coûtent la place d'entraîneur d'André Villas-Boas, qui se voit remplacé par Tim Sherwood, ancien joueur des Spurs entre 1999 et 2003. En coupes, Tottenham est rapidement éliminé et atteint les huitièmes de finale de la Ligue Europa contre le Benfica Lisbonne.

## Transferts
| Nom               | Poste                    | Nationalité    | Transfert | Indemnité         | Mercato         | Provenance/Destination | Division          |
| Arrivées          |                          |                |           |                   |                 |                        |                   |
| Paulinho          | Milieu de terrain        | Brésil         | Transfert | 19 millions d'€   | Mercato d'été   | SC Corinthians         | Brasileirão Assaí |
| Nacer Chadli      | Ailier/Milieu de terrain | Belgique       | Transfert | 8 millions d'€    | Mercato d'été   | FC Twente              | Eredivisie        |
| Roberto Soldado   | Attaquant                | Espagne        | Transfert | 30 millions d'€   | Mercato d'été   | Valence CF             | La Liga           |
| Étienne Capoue    | Milieu de terrain        | France         | Transfert | 11 millions d'€   | Mercato d'été   | Toulouse FC            | Ligue 1           |
| Vlad Chiricheș    | Défenseur                | Roumanie       | Transfert | 9,5 millions d'€  | Mercato d'été   | Steaua Bucarest        | Liga I            |
| Erik Lamela       | Milieu de terrain        | Argentine      | Transfert | 30 millions d'€   | Mercato d'été   | As Roma                | Serie A           |
| Christian Eriksen | Milieu de terrain        | Danemark       | Transfert | 14 millions d'€   | Mercato d'été   | Ajax Amsterdam         | Eredivisie        |
| Départ            |                          |                |           |                   |                 |                        |                   |
| William Gallas    | Défenseur                | France         | Libre     |                   | Mercato d'été   | Perth Glory            | A-League          |
| Steven Caulker    | Défenseur                | Angleterre     | Transfert | 9,15 millions d'€ | Mercato d'été   | Swansea City           | Premier League    |
| Clint Dempsey     | Attaquant                | États-Unis     | Transfert | 6,8 millions d'€  | Mercato d'été   | Seattle Sounders       | MLS               |
| Gareth Bale       | Ailier                   | Pays de Galles | Transfert | 101 millions d'€  | Mercato d'été   | Real Madrid            | La Liga           |
| Jermain Defoe     | Attaquant                | Angleterre     | Transfert | 7,3 millions d'€  | Mercato d'hiver | Toronto FC             | MLS               |

## Championnat d'Angleterre 2013-2014

### Classement
| Rang | Équipe                | Pts | J  | G  | N  | P  | Bp  | Bc | Diff |
| ---- | --------------------- | --- | -- | -- | -- | -- | --- | -- | ---- |
| 1    | Manchester CityL      | 86  | 38 | 27 | 5  | 6  | 102 | 37 | +65  |
| 2    | Liverpool FC          | 84  | 38 | 26 | 6  | 6  | 101 | 50 | +51  |
| 3    | Chelsea FC            | 82  | 38 | 25 | 7  | 6  | 71  | 27 | +44  |
| 4    | Arsenal FCC           | 79  | 38 | 24 | 7  | 7  | 68  | 41 | +27  |
| 5    | Everton FC            | 72  | 38 | 21 | 9  | 7  | 61  | 39 | +22  |
| 6    | Tottenham Hotspur     | 69  | 38 | 21 | 6  | 11 | 55  | 51 | +4   |
| 7    | Manchester United T S | 64  | 38 | 19 | 7  | 12 | 64  | 43 | +21  |
| 8    | Southampton FC        | 56  | 38 | 15 | 11 | 12 | 54  | 46 | +8   |
| 9    | Stoke City            | 50  | 38 | 13 | 10 | 15 | 45  | 52 | -7   |
| 10   | Newcastle United      | 49  | 38 | 15 | 4  | 19 | 43  | 59 | -16  |
| 11   | Crystal PalaceP       | 45  | 38 | 13 | 6  | 19 | 32  | 48 | -16  |
| 12   | Swansea City          | 42  | 38 | 11 | 9  | 18 | 54  | 54 | 0    |
| 13   | West Ham United       | 40  | 38 | 11 | 7  | 20 | 40  | 51 | -11  |
| 14   | Sunderland AFC        | 38  | 38 | 10 | 8  | 20 | 41  | 60 | -19  |
| 15   | Aston Villa           | 38  | 38 | 10 | 8  | 20 | 39  | 61 | -22  |
| 16   | Hull CityP            | 37  | 38 | 10 | 7  | 21 | 38  | 53 | -15  |
| 17   | West Bromwich Albion  | 36  | 38 | 7  | 15 | 16 | 43  | 59 | -16  |
| 18   | Norwich City          | 33  | 38 | 7  | 9  | 22 | 28  | 62 | -34  |
| 19   | Fulham FC             | 32  | 38 | 9  | 5  | 24 | 40  | 85 | -45  |
| 20   | Cardiff CityP         | 30  | 38 | 7  | 9  | 22 | 32  | 74 | -42  |

Qualifications européennes
Ligue des champions 2014-2015
- 1er 2e et 3e : phase de groupes
- 4e : tour de barrages pour non-champions

Ligue Europa 2014-2015
- 5e : phase de groupes
- 6e : tour de barrages
- Finale Cup : 3e tour de qualification

Relégation
- 18e, 19e et 20e : relégation en Championship

Abréviations
- T : Tenant du titre
- C : Vainqueur de la FA Cup 2013-2014
- L : Vainqueur de la Capital One Cup 2013-2014
- S : Vainqueur du Community Shield 2013
- P : Promus de Championship

### Résultats
La saison de Premier League démarre le 17 août 2013 et se termine le 11 mai 2014.
| Date               | Journée | Adversaire           | Lieu | Score | Buteurs de Tottenham Hotspur                            | Class. | Public |
| ------------------ | ------- | -------------------- | ---- | ----- | ------------------------------------------------------- | ------ | ------ |
| 18 août 2013       | 1       | Crystal Palace       | Ext. | 0 - 1 | Soldado 50e (pen.)                                      | 5e     | 23 385 |
| 25 août 2013       | 2       | Swansea City         | Dom. | 1 - 0 | Soldado 58e (pen.)                                      | 2e     | 36 005 |
| 1er septembre 2013 | 3       | Arsenal FC           | Ext. | 1 - 0 | -                                                       | 6e     | 60 071 |
| 14 septembre 2013  | 4       | Norwich City         | Dom. | 2 - 0 | Sigurðsson 28e 49e                                      | 2e     | 35 952 |
| 22 septembre 2013  | 5       | Cardiff City         | Ext. | 0 - 1 | Paulinho 90+3e                                          | 2e     | 27 815 |
| 28 septembre 2013  | 6       | Chelsea FC           | Dom. | 1 - 1 | Sigurðsson 19e                                          | 2e     | 35 857 |
| 6 octobre 2013     | 7       | West Ham United      | Dom. | 0 - 3 | -                                                       | 6e     | 35 977 |
| 20 octobre 2013    | 8       | Aston Villa          | Ext. | 0 - 2 | Townsend 31e, Soldado 69e                               | 5e     | 35 391 |
| 27 octobre 2013    | 9       | Hull City            | Dom. | 1 - 0 | Soldado 80e (pen.)                                      | 4e     | 36 080 |
| 3 novembre 2013    | 10      | Everton FC           | Ext. | 0 - 0 | -                                                       | 4e     | 38 378 |
| 10 novembre 2013   | 11      | Newcastle United     | Dom. | 0 - 1 | -                                                       | 7e     | 36 042 |
| 24 novembre 2013   | 12      | Manchester City      | Ext. | 6 - 0 | -                                                       | 9e     | 47 228 |
| 1er décembre 2013  | 13      | Manchester United    | Dom. | 2 - 2 | Walker 18e (cf.), Sandro 54e                            | 9e     | 35 884 |
| 4 décembre 2013    | 14      | Fulham FC            | Ext. | 1 - 2 | Chiricheș 72e, Holtby 82e                               | 6e     | 24 128 |
| 7 décembre 2013    | 15      | Sunderland           | Ext. | 1 - 2 | Paulinho 43e, O'Shea 50e (csc)                          | 6e     | 37 963 |
| 15 décembre 2013   | 16      | Liverpool FC         | Dom. | 0 - 5 | -                                                       | 7e     | 36 069 |
| 22 décembre 2013   | 17      | Southampton FC       | Ext. | 2 - 3 | Adebayor 25e 64e, Hooiveld 54e (csc)                    | 7e     | 31 455 |
| 26 décembre 2013   | 18      | West Bromwich Albion | Dom. | 1 - 1 | Eriksen 36e (cf.)                                       | 8e     | 35 545 |
| 29 décembre 2013   | 19      | Stoke City           | Dom. | 3 - 0 | Soldado 37e (pen.), Dembélé 65e, Lennon 69e             | 7e     | 36 072 |
| 1er janvier 2014   | 20      | Manchester United    | Ext. | 1 - 2 | Adebayor 34e, Eriksen 66e                               | 6e     | 75 265 |
| 11 janvier 2014    | 21      | Crystal Palace       | Dom. | 2 - 0 | Eriksen 50e, Defoe 66e                                  | 5e     | 36 102 |
| 19 janvier 2014    | 22      | Swansea City         | Ext. | 1 - 3 | Adebayor 35e 71e, Chico 53e (csc)                       | 5e     | 20 769 |
| 29 janvier 2014    | 23      | Manchester City      | Dom. | 1 - 5 | Capoue 59e                                              | 5e     | 36 071 |
| 1er février 2014   | 24      | Hull City            | Ext. | 1 - 1 | Paulinho 61e                                            | 6e     | 24 932 |
| 9 février 2014     | 25      | Everton FC           | Dom. | 1 - 0 | Adebayor 65e                                            | 5e     | 35 944 |
| 12 février 2014    | 26      | Newcastle United     | Ext. | 0 - 4 | Adebayor 19e 82e, Paulinho 53e, Chadli 88e              | 5e     | 48 264 |
| 23 février 2014    | 27      | Norwich City         | Ext. | 1 - 0 | -                                                       | 5e     | 26 834 |
| 2 mars 2014        | 28      | Cardiff City         | Dom. | 1 - 0 | Soldado 28e                                             | 5e     | 35 512 |
| 8 mars 2014        | 29      | Chelsea FC           | Ext. | 4 - 0 | -                                                       | 5e     | 41 598 |
| 16 mars 2014       | 30      | Arsenal FC           | Dom. | 0 - 1 | -                                                       | 5e     | 35 711 |
| 23 mars 2014       | 31      | Southampton FC       | Dom. | 3 - 2 | Eriksen 31e 46e, Sigurðsson 90e                         | 5e     | 35 460 |
| 30 mars 2014       | 32      | Liverpool FC         | Ext. | 4 - 0 | -                                                       | 6e     | 44 762 |
| 7 avril 2014       | 33      | Sunderland           | Dom. | 5 - 1 | Adebayor 28e 86e, Kane 59e, Eriksen 78e, Sigurðsson 90e | 6e     | 34 410 |
| 12 avril 2014      | 34      | West Bromwich Albion | Ext. | 3 - 3 | Olsson 34e (csc), Kane 70e, Eriksen 90e                 | 6e     | 25 398 |
| 19 avril 2014      | 35      | Fulham FC            | Dom. | 3 - 1 | Paulinho 35e, Kane 48e, Eriksen 62e                     | 6e     | 35 841 |
| 26 avril 2014      | 36      | Stoke City           | Ext. | 0 - 1 | Rose 33e                                                | 6e     | 26 021 |
| 3 mai 2014         | 37      | West Ham United      | Ext. | 2 - 0 | -                                                       | 6e     | 34 977 |
| 11 mai 2014        | 38      | Aston Villa          | Dom. | 3 - 0 | Paulinho 14e, Baker 35e (csc), Adebayor 38e (pen.)      | 6e     | 35 826 |

## Coupe d'Angleterre 2013-2014
| Date           | Tour | Adversaire | Lieu | Score | Buteurs de Tottenham Hotspur | Public |
| -------------- | ---- | ---------- | ---- | ----- | ---------------------------- | ------ |
| 4 janvier 2014 | 3    | Arsenal FC | Ext. | 2 - 0 | -                            | 59 476 |

## Coupe de la ligue anglaise 2013-2014
| Date              | Match   | Adversaire      | Lieu | Score        | Buteurs de Tottenham Hotspur            | Tirs au but | Public |
| ----------------- | ------- | --------------- | ---- | ------------ | --------------------------------------- | ----------- | ------ |
| 24 septembre 2013 | 3e tour | Aston Villa     | Ext. | 0 - 4        | Defoe 45e 90e, Paulinho 49e, Chadli 86e | -           | 22 975 |
| 30 octobre 2013   | 4e tour | Hull City       | Dom. | 2 - 2 (a.p.) | Sigurðsson 15e, Kane 108e               | 7 - 6       | 35 617 |
| 18 décembre 2013  | 5e tour | West Ham United | Dom. | 1 - 2        | Adebayor 67e                            | -           | 34 080 |

## Ligue Europa 2013-2014

### Phase de groupes

#### Groupe K
| Rang | Équipe            | Pts | J | G | N | P | Bp | Bc | Diff |  | Résultats (▼ dom., ► ext.) |     |     |     |     |
| ---- | ----------------- | --- | - | - | - | - | -- | -- | ---- |  | -------------------------- | --- | --- | --- | --- |
| 1    | Tottenham Hotspur | 18  | 6 | 6 | 0 | 0 | 15 | 2  | +13  |  | Tottenham Hotspur          |     | 4-1 | 2-1 | 3-0 |
| 2    | Anji Makhatchkala | 8   | 6 | 2 | 2 | 2 | 4  | 7  | -3   |  | Anji Makhatchkala          | 0-2 |     | 1-1 | 1-0 |
| 3    | Sheriff Tiraspol  | 6   | 6 | 1 | 3 | 2 | 5  | 6  | -1   |  | Sheriff Tiraspol           | 0-2 | 0-0 |     | 2-0 |
| 4    | Tromsø IL         | 1   | 6 | 0 | 1 | 5 | 1  | 10 | -9   |  | Tromsø IL                  | 0-2 | 0-1 | 1-1 |     |